# Jure Matjašič
Jure Matjašič (* 31. Mai 1992 in Ptuj) ist ein slowenischer Fußballspieler.

## Karriere

### Verein
Matjašič begann seine Karriere beim NK Drava Ptuj. Im Mai 2009 stand er erstmals im Profikader von Drava, kam aber noch nicht zum Einsatz. Sein Debüt in der 1. SNL gab er dann im September 2009 gegen den NK Domžale. In der Saison 2009/10 kam er zu sieben Einsätzen im Oberhaus, aus dem er mit Ptuj zu Saisonende aber abstieg. In der Saison 2010/11 kam er dann siebenmal in der 2. SNL zum Zug. Nach Saisonende wurde Drava Ptuj aufgelöst.
Daraufhin wechselte Matjašič zur Saison 2011/12 zum Drittligisten NK Zavrč. Mit Zavrč stieg er zu Saisonende in die 2. SNL auf. In der zweiten Liga kam er in der Saison 2012/13 zu 23 Zweitligaeinsätzen, in denen er viermal traf. Mit dem Team schaffte er den Durchmarsch in die 1. SNL. Im Oberhaus absolvierte der Flügelstürmer in der Saison 2013/14 28 Partien, in denen er vier Tore machte. In der Saison 2014/15 kam er zu 32 Einsätzen, in der Saison 2015/16 machte er 30 Spiele. Nach der Saison 2015/16 wurde Zavrč allerdings die Erstligalizenz entzogen.
Anschließend schloss Matjašič sich zur Saison 2016/17 dem Erstligisten NK Domžale an. Für Domžale kam er in der Saison 2016/17 zu 20 Einsätzen. In der Saison 2017/18 absolvierte er weitere sechs Spiele, ehe er im April 2018 in die USA zum Zweitligisten Sacramento Republic wechselte. Für Sacramento kam er zu 24 Einsätzen in der USL. Im Februar 2019 kehrte der Flügelstürmer wieder nach Slowenien zurück und schloss sich dem NK Aluminij an. Bis zum Ende der Spielzeit 2018/19 kam er für diesen zu 16 Einsätzen in der 1. SNL. In der Saison 2019/20 absolvierte er 31 Partien für das Team. In der Saison 2020/21 kam er bis zur Winterpause 18 Mal zum Zug.
Im Januar 2021 wechselte Matjašič innerhalb der Liga zum NK Celje. Für Celje spielte er bis Saisonende siebenmal in der 1. SNL. Im September 2021 löste er seinen Vertrag in Celje auf. Im Anschluss kehrte er im Oktober 2021 zum Ligakonkurrenten Aluminij zurück. Für diesen absolvierte er 17 Erstligapartien, mit dem Klub stieg er aber zu Saisonende aus der 1. SNL ab. Daraufhin verließ er Aluminij wieder. Nach einem Halbjahr ohne Verein wechselte er im Januar 2023 zum österreichischen Regionalligisten FC Gleisdorf 09. Für Gleisdorf absolvierte er 13 Spiele in der Regionalliga und erzielte fünf Tore.
Zur Saison 2023/24 schloss er sich dem fünftklassigen FC Gratkorn an.

### Nationalmannschaft
Matjašič stand im Mai 2016 erstmals im Kader der slowenischen Nationalmannschaft. Sein erstes und einziges Länderspiel absolvierte er dann im Juni 2016 in einem Testspiel gegen die Türkei. Im Januar 2017 kam er zweimal für die slowenische B-Auswahl zum Einsatz.